# Сен-Морис-де-Реман
Сен-Мори́с-де-Ремо́нс (фр. Saint-Maurice-de-Rémens) — коммуна во Франции, находится в регионе Рона — Альпы. Департамент коммуны — Эн. Входит в состав кантона Амберьё-ан-Бюже. Округ коммуны — Белле.
Код коммуны — 01379.

## Население
Население коммуны на 2010 год составляло 709 человек.
| 1962 | 1968 | 1975 | 1982 | 1990 | 1999 | 2010 |
| ---- | ---- | ---- | ---- | ---- | ---- | ---- |
| 431  | 441  | 436  | 428  | 613  | 605  | 709  |